# メルテンシア・マリティマ
メルテンシア・マリティマ (Mertensia maritima)とは、一般にオイスターリーフ、オイスタープラント、シー・ブルーベルズとして知られるムラサキ科の顕花植物である。

## 概要
北半球のカナダ、グリーンランドやスバールバル諸島の北部にまで至る砂利地で生育する。デンマークでは、生育域の南端で希少であるため保護されている。最大50センチ近い長さに育つ多年草である。花序は、最初は赤みがかった花の散房を形成し、後に明るい青に変化する。葉が牡蠣の味がすることから、オイスタープラントと呼ばれる。

## 下位分類
- ハマベンケイソウ Mertensia maritima (L.) Gray subsp. asiatica Takeda[3]

## 参考資料
1. ↑  Godal, Anne Marit (ed.). "østersurt". Store norske leksikon (Norwegian). Oslo: Norsk nettleksikon. 2012年9月25日閲覧。
2. ↑  “Plants Profile”.   United States Department of Agriculture (USDA). 2015年11月12日閲覧。
3. ↑  ハマベンケイソウ、米倉浩司・梶田忠 (2003-)「BG Plants 和名－学名インデックス」（YList）